# اندیس آنومالی غرب اگجه
آنومالی غرب اگجه یک اندیس چندفلزی است که در حوالی شهر مریوان استان کردستان قرار دارد و مادهٔ معدنی موجود در آن، طلا است.  